# Savo Zlatić
Savo Zlatić (12. června 1912, Lanišac v Istrii, Rakousko-Uhersko - 8. prosince 2007, Záhřeb,[zdroj?] Chorvatsko) byl jugoslávský partyzán a lékař. Byl chorvatské národnosti.
Zlatić se jako student medicíny v Záhřebu zapojil do komunistické strany Jugoslávie na protest proti diktatuře krále Alexandra, která byla iniciována dne 6. ledna 1929. Tehdejší král měl již dost politické nestability, především po přestřelce v národní skupštině, která se odehrála mezi černohorskými poslanci v létě předchozího roku. V roce 1933 založil Zlatić ilegální skupinu komunistů se svými studenty, která byla o rok později přijata do KSJ. Mezi komunisty se velice rychle propracoval v rámci mládežnické organizace SKOJ. V roce 1935 byl Zlatić jako člen nelegální komunistické strany (Komunisté byli v jugoslávském království zakázanou stranou) zatčen, týrán policií a později souzen před Soudem na ochranu státu. Po propuštění se rozhodně Zlatić svých aktivit nevzdal. Byl zatčen ještě jednou a v roce 1938 vězněň v Lepoglavě. Tam se také setkal s Josipem Brozem Titem. Ještě ped válkou Zlatić organizoval komunistické buňky v Záhřebu.
Po vypuknutí druhé světové války (na Balkáně v roce 1941) byl Zlatić poslán do oblasti Kordunu, aby pomáhal partyzánským bojovníkům (v té době převážně Srbům) s lékařskou péčí. Náročná práce však byla do jisté míry nezvladatelná, a tak partyzáni nechali později zřídit na vrchu Petrova gora improvizovanou nemocnici, ve které Zlatić pracoval. Tato nemocnice byla poté přemístěna do Karlovace a sám Zlatić se od roku 1943 věnoval spíše politické práci.
Po skončení druhé světové války byl Zlatić vyslán jako hlavní kontakt k Albánské straně práce, která se pokoušela po jugoslávském vzoru uchopit moc ve státě. Albánští komunisté si Zlatiće sami vyžádali, neboť tehdejší komunistické vedení nemělo příliš odborníků v ekonomické oblasti. Zlatić byl přitom již za války ministrem průmyslu ve vládě SR Chorvatsko.
Vztahy mezi oběma zeměmi byly dobré až do roku 1948, kdy došlo k roztržce mezi Titem a Stalinem, a Zlatić se musel vrátit zpět do vlasti. Jako stoupenec Stalinovy politiky proti Titovi však byl rychle odhalen a internován na ostrově Goli otok, kde se nacházel pracovní tábor pro odprůce Titovy politiky. Tam strávil dva roky, poté musel podepsat prohlášení, že se zříká svých původních politických (prostalinistických) postojů. Po skončení represí se stal Zlatić poradcem Ministerstva zdravotnictví Jugoslávie, nicméně vrátit se do komunistické strany již odmítl. Později se věnoval lékařské problematice a stal se šéfredaktorem časopisu Pharmaca, který vycházel od roku 1965.